# Bièvres (Ardenne)
Bièvres è un comune francese di 62 abitanti situato nel dipartimento delle Ardenne nella regione del Grand Est.

## Società

### Evoluzione demografica
Abitanti censiti